# Pigpen

Pigpen (также называется масонским шифром, шифром вольных каменщиков или шифром крестики-нолики) — геометрически простой шифр подстановки, в котором каждой букве алфавита ставится в соответствие определённая часть одной из четырёх сеток. Вся сложность данного шифра заключается в том, чтобы определить, по какому закону каждой букве алфавита отводится место в одной из четырёх сеток.

## Безопасность
Использование графических символов вместо букв не является препятствием для криптоанализа, и эта система идентична другим простым схемам моноалфавитного замещения.
Благодаря своей простоте данный шифр очень часто входит в детские книги по теме шифрования и тайного описания.

## История

Один из вариантов использования шифра

Точное время создания шифра неизвестно, однако некоторые из найденных записей этим шрифтом датируются XVIII веком. Вариации этого шифра были использованы орденом розенкрейцеров и масонами, причём последние использовали его так часто, что шифр стали называть шифром масонов. Они начали его использовать в начале XVIII века, чтобы сохранить в тайне записи своей истории и обрядов, а также переписки лидеров своего движения. На надгробиях масонов можно встретить гравюры, на которых есть надписи, использующие данный шифр. На одном из самых ранних камней на кладбище в Церкви Троицы в Нью-Йорке, которая открылась в 1697 году, содержится надпись, использующая этот шифр, которая расшифровывается как «Помни о смерти» (cf. «memento mori»). Армия Джорджа Вашингтона вела документацию о похожей системе шифрования с наиболее случайным алфавитом. И во время гражданской войны в США данная система шифрования была использована заключенными, принадлежащими Союзу США в федеральных тюрьмах Конфедераций Штатов США.

## Вариации шифра

Шифр Pigpen использует графические символы с соответствующим им местом в сетке, как показано на диаграмме

Основными элементами этой системы являются сетки и точки. Некоторые системы используют символ перекрещивания :X. В наиболее широко используемом методе буквам определяют такие места, как это показано на диаграмме выше: сетка, сетка с точками, X, X с точками. Другая система, используемая Розенкрейцерами, использует единственную сетку из девяти клеток, и от 1 до 3 точек в каждой клетке. Первая тройка букв ABC располагается в первой клетке, затем, на той же линии вторая и третья тройки: DEF и GHI соответственно. Точки располагаются в клетке слева, по центру и справа. Например, букве A будет соответствовать точка слева, букве B — по центру, букве C — справа. Более сложные системы используют нестандартную форму алфавита, такую как запись букв в сетке в обратном порядке и прочее.
К примеру, тамплиеры использовали следующую вариацию данного шифра:

## Примеры
Один из вариантов кодировки букв:

Шифр масонов, 1-й вариант

Пример записи фразы «X MARKS THE SPOT» в этом варианте шрифта:

## Pigpen в массовой культуре

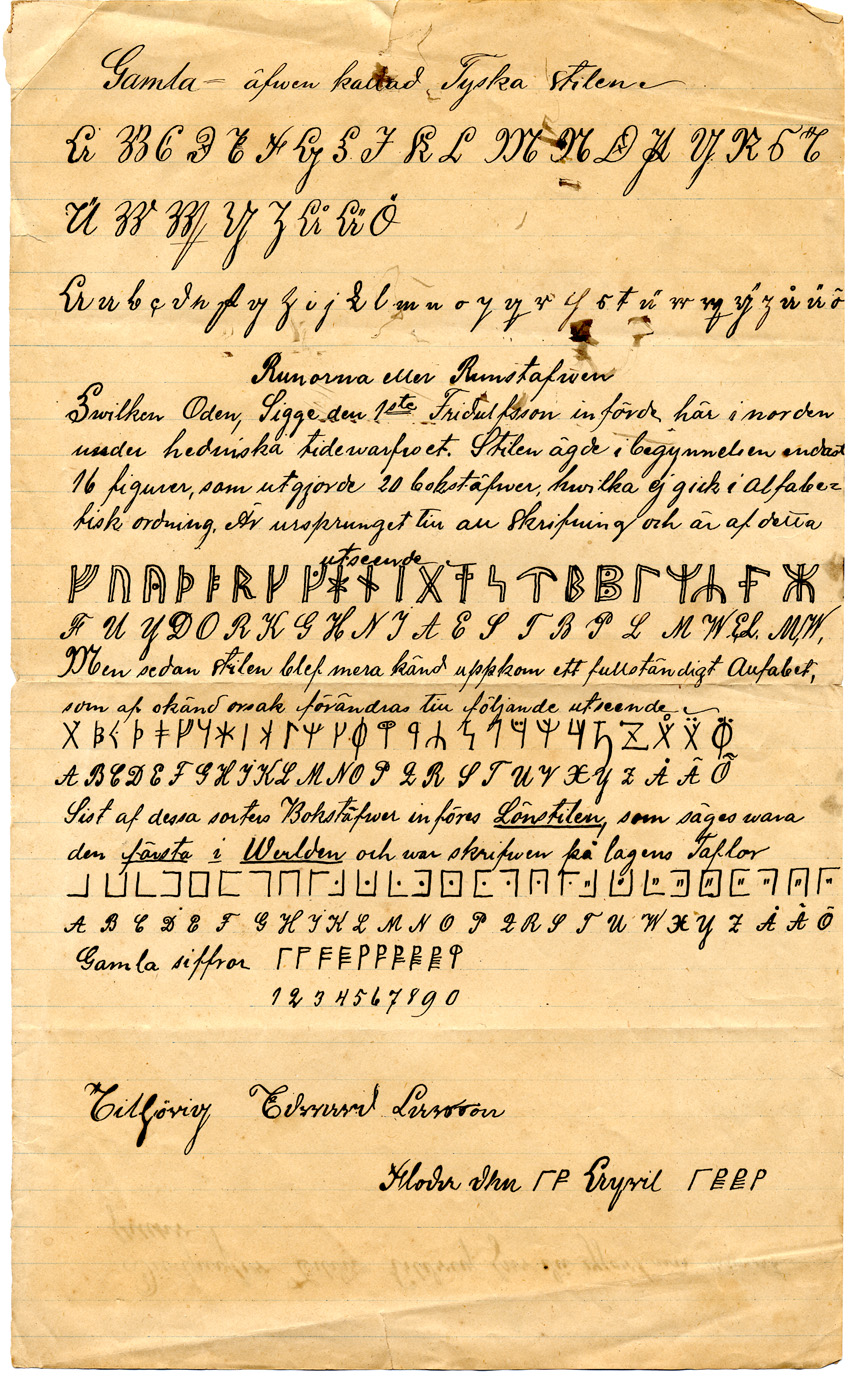
Письмо датируемое 1885 годом, написанное масонским шифром

Pigpen использован в ряде художественных произведений. Одним из примеров служит книга американского писателя Дэна Брауна «Утраченный символ», опубликованная в 2009 году. Некоторые головоломки, встречающиеся в этой книге, содержат шифр pigpen.
Ещё одним примером использования шифра pigpen служит книга писателя Клиффорда Хикса под названием «Секретный код Алвина». Главный герой этого произведения Алвин Фернальд объяснял использование данного шифра солдатам, воевавшим во время Гражданской Войны в США.
В межавторском цикле приключенческих романов «39 ключей», основоположником которого является Рик Риордан, двум главным героям, четырнадцатилетней девочке Эми и её одиннадцатилетнему брату Дэну, предстоит отыскать сокровище. Но чтобы отыскать сокровище, им предстоит отгадать загадки. Некоторые из которых нельзя отгадать, если не знать шифра pigpen.
В игре Assassin’s Creed II одна из вариаций шифра pigpen предоставляет дополнительную информацию об истории, вдобавок к азбуке Морзе и двоичному коду.
В игре Call of Duty: Black Ops II в одной из карт pigpen является частью квеста для игроков. Им необходимо найти пасхальное яйцо, а для этого нужно разгадать код, который зашифрован при помощи pigpen. Без знания этого кода продолжение дальнейшего поиска пасхального яйца невозможно.
В начале клипа песни «In the end» группы Linkin Park один из её солистов выходит из дверного проема, на боковых частях которого изображены символы шифра pigpen.